# Ján Hronský
Ján Hronský (* 23. srpna 1965, Lučenec, Slovensko) je slovenský umělecký fotograf. Jeho tvorba je směrována na akt a erotický akt.

## Životopis
Narodil se manželům Jánu Hronskému (vysokoškolský pedagog) a Márii Hronské (učitelka) jako druhý syn. Vyrůstal od narození ve městě Žilina, kde absolvoval Gymnázium na adrese Hlinská 29. Vysokoškolské vzdělání dosáhl složením státních zkoušek na Mendelově univerzitě v Brně, obor inženýr zahradnictví. Dodnes se věnuje podnikatelské činnosti v oboru návrhy a realizace zahrad. Je ženatý s manželkou Janou (roz. Hříbalovou) a mají dceru Janu. Žijí v Chomutově v Česku. Fotografováním se začal zabývat v roce 2003.

## Publikace, výstavy a ocenění
- Taschen – The New Erotic Photography II (2012) – 6 fotografií v knize
- Taschen – Lesbians For Men (2016) – titulní fotografie a 9 fotografií v knize
- Digitální Foto (listopad 2012) – titulní fotografie
- FotoVideo (duben 2013) – titulní fotografie a rozhovor
- Digital Photo Russia (březen 2009) – rozhovor
- Playboy CZ (listopad 2010) – pictorial
- Můj pes je erotoman – Jan Zlatohlávek (2013) – titulní fotografie
- První místo v soutěži Akta X časopisu Reflex (2012)

## Galerie

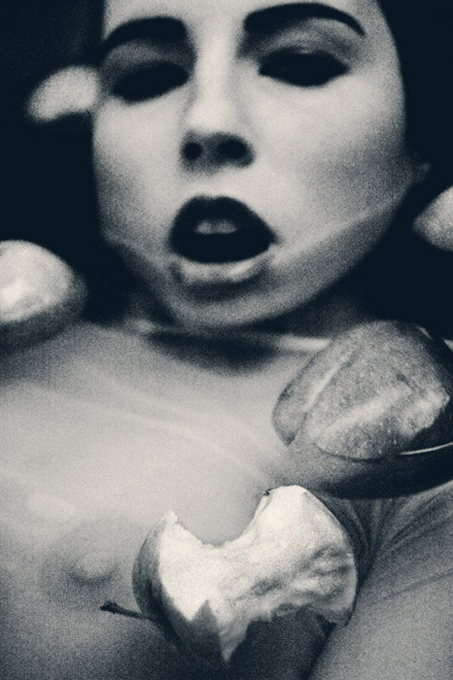
Floating Core, 2007
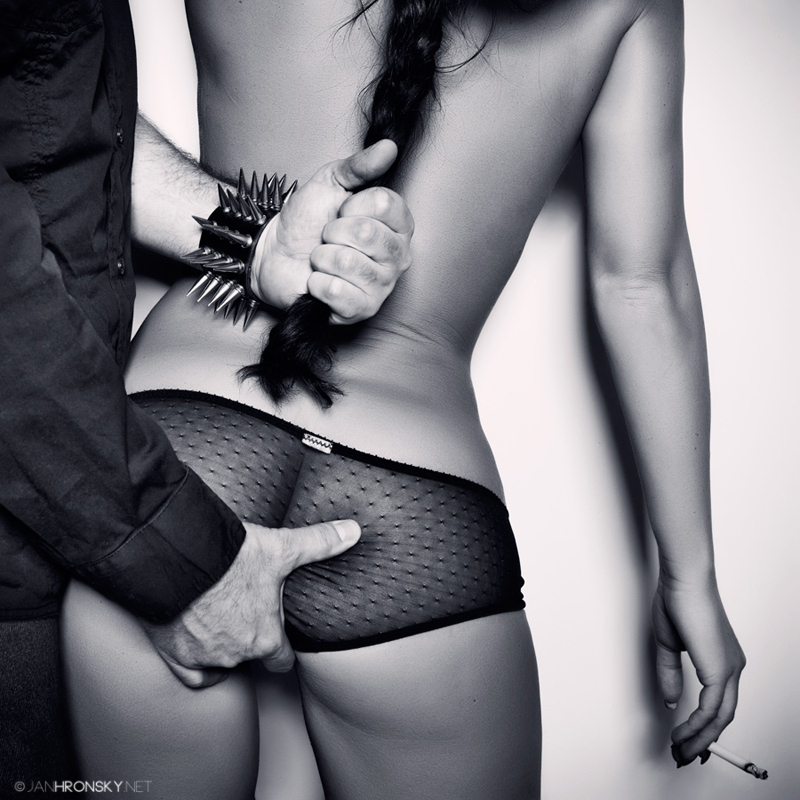
Touch Me Oh Evil, 2011
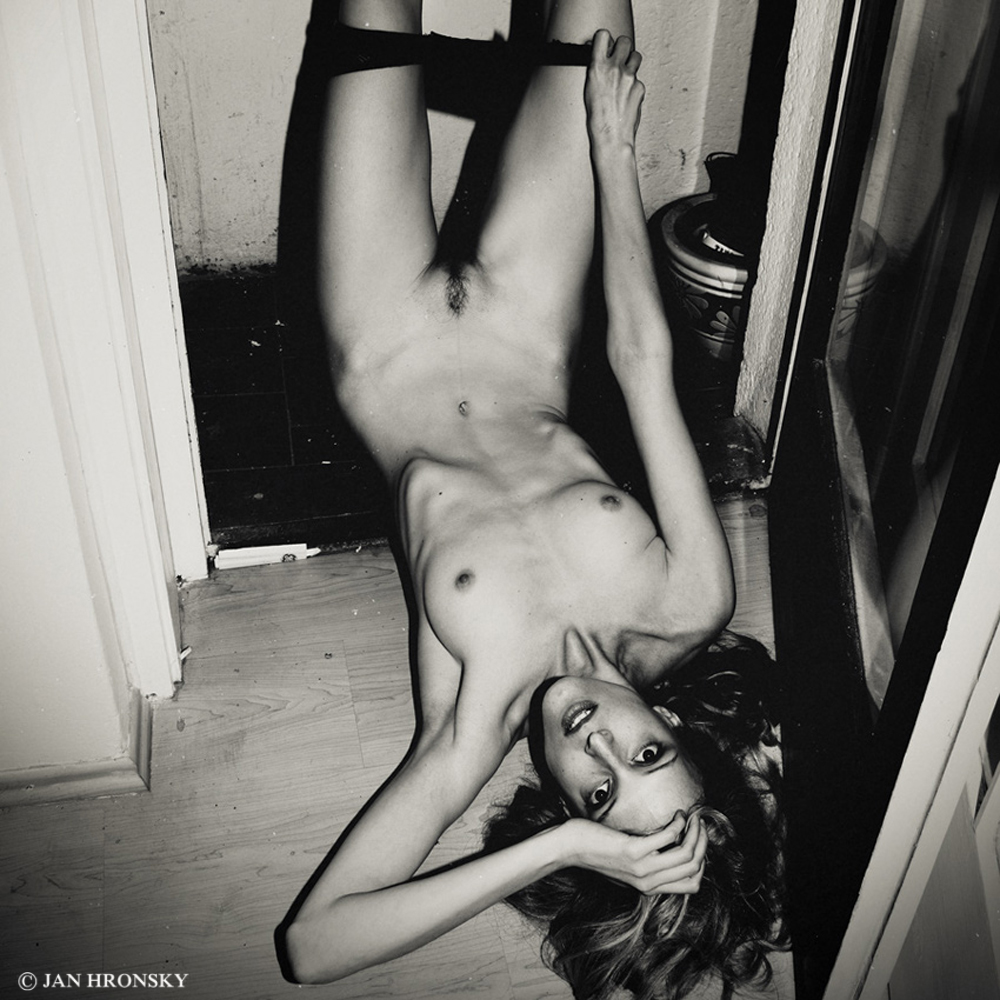
Balcony Situation, 2011
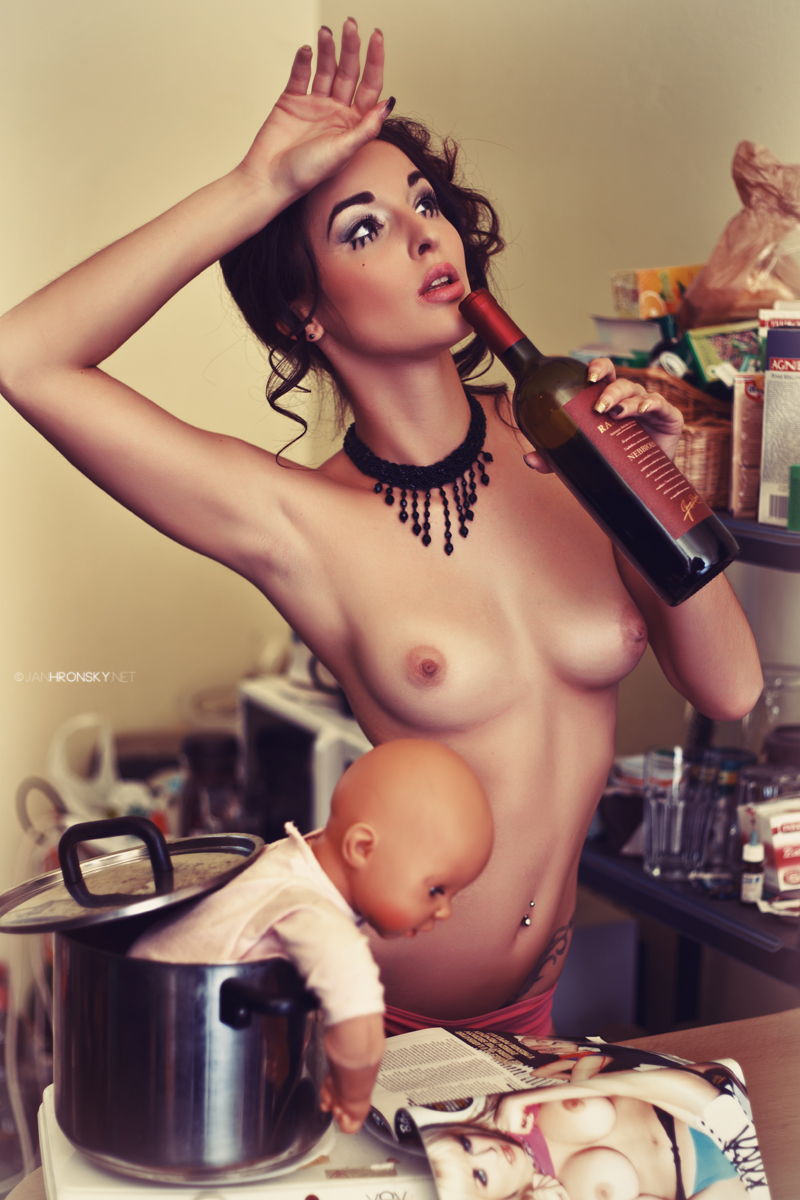
Housewife's Struggle, 2013
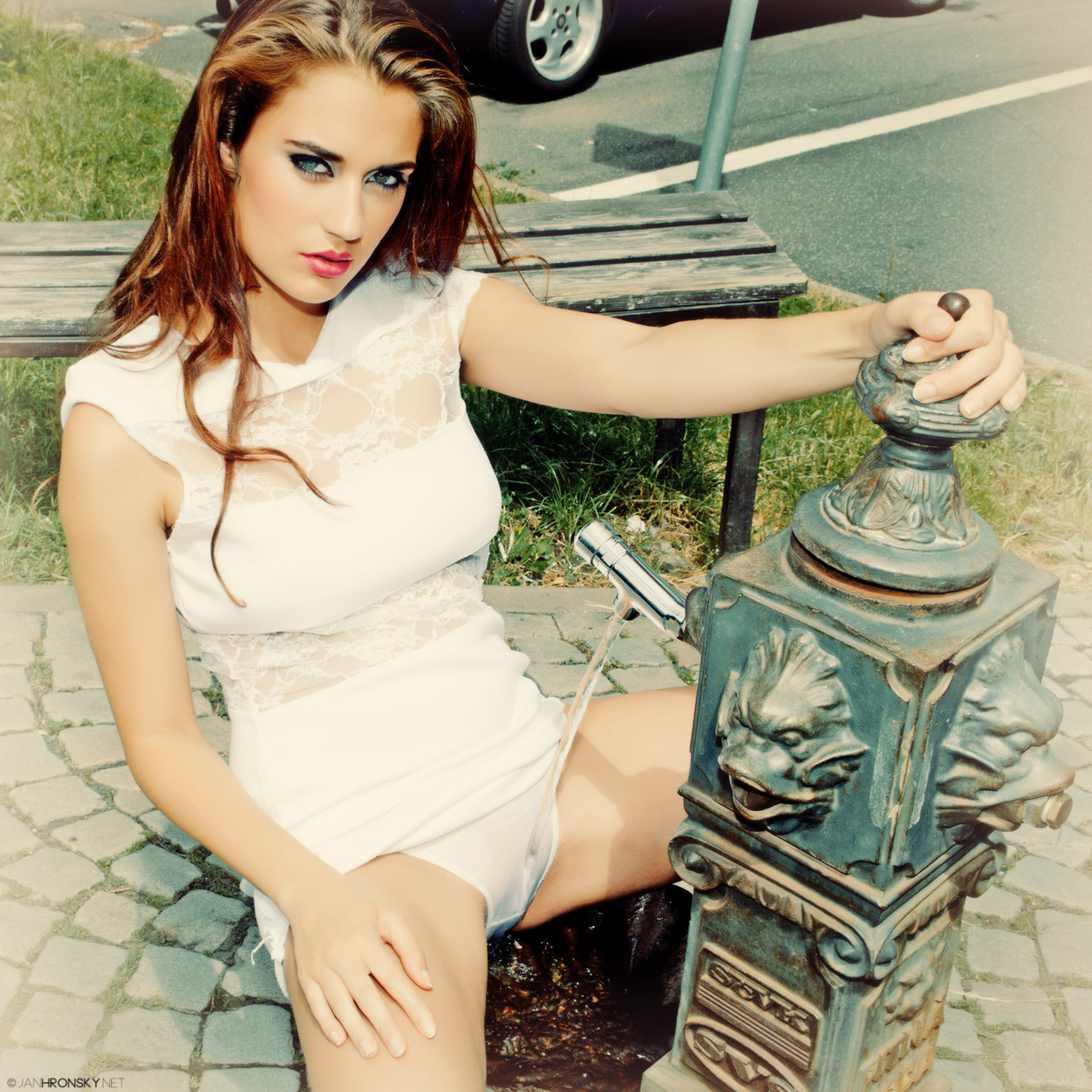
Hot Summer Situation, 2013
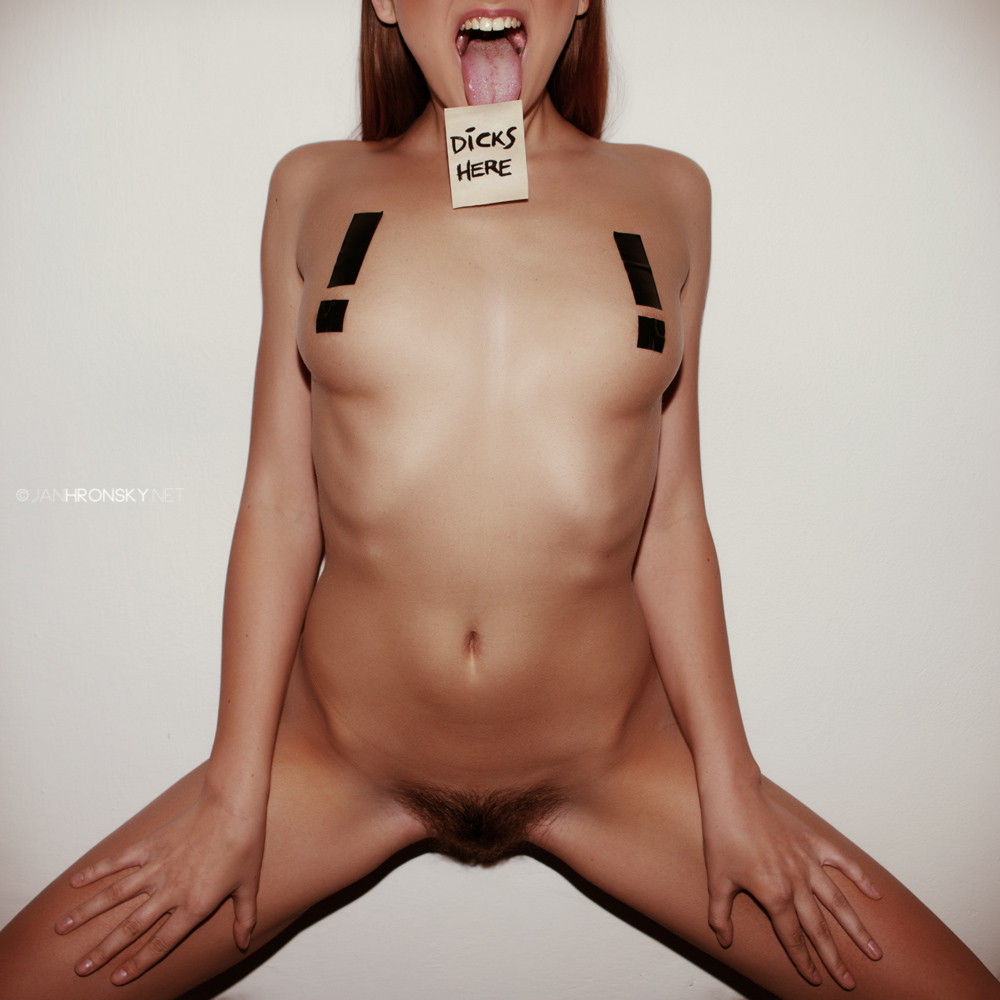
Dicks Here, 2014
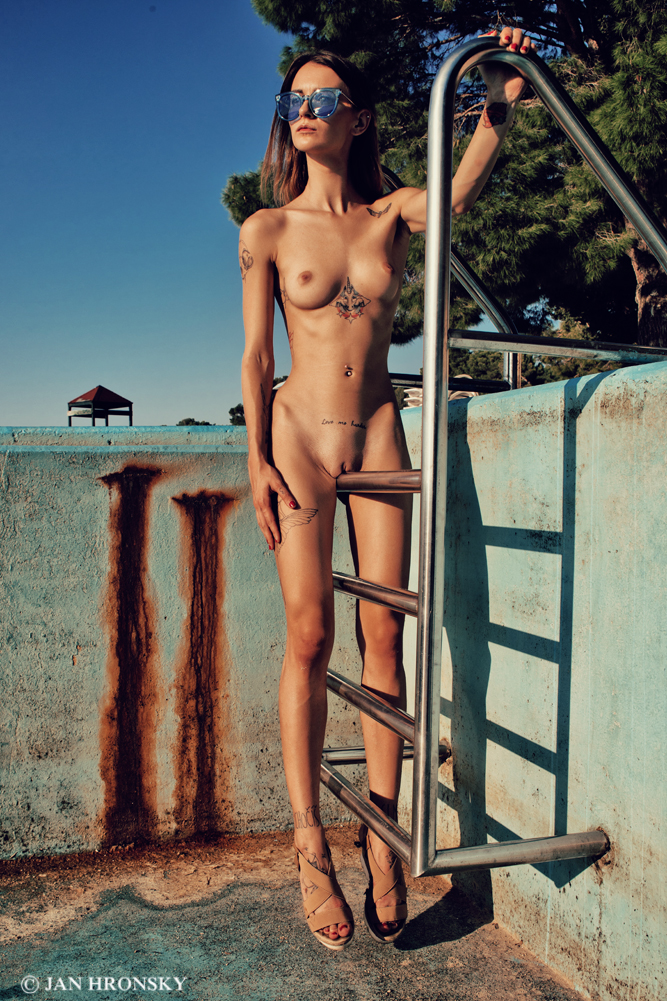
Stairway To Heaven, 2018
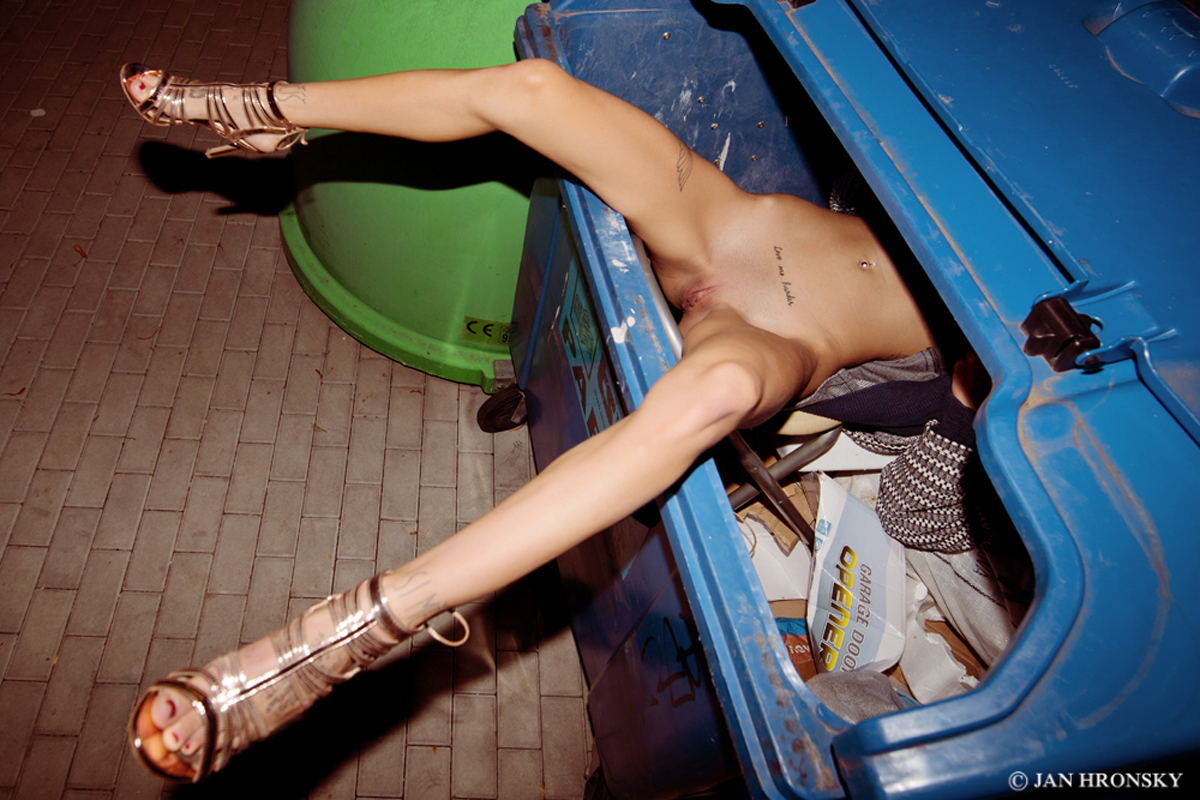
Delicious Waste, 2018
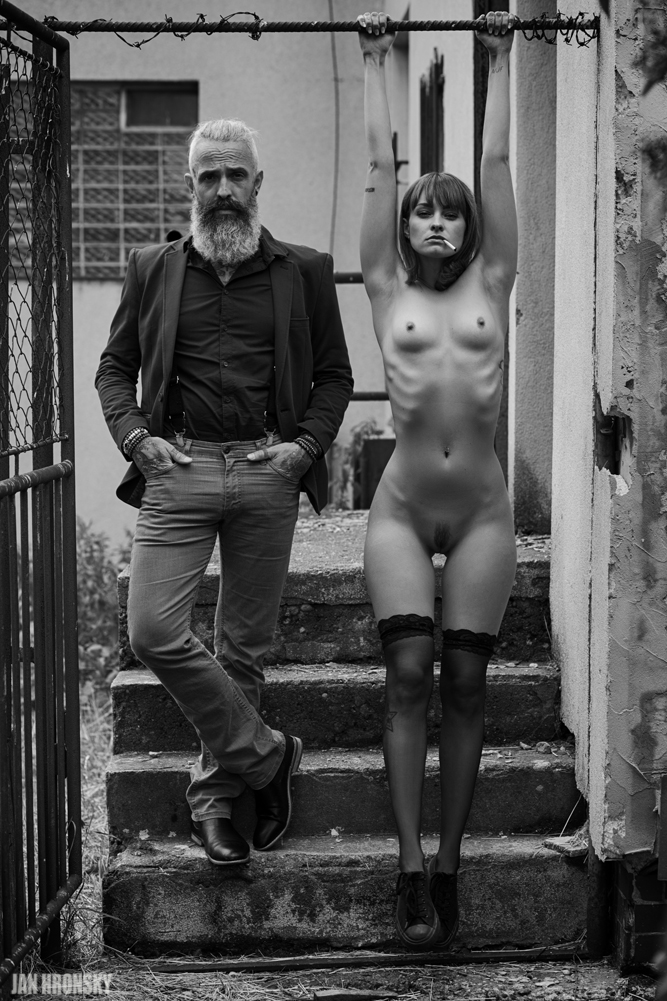
Hanging Smoker, 2019
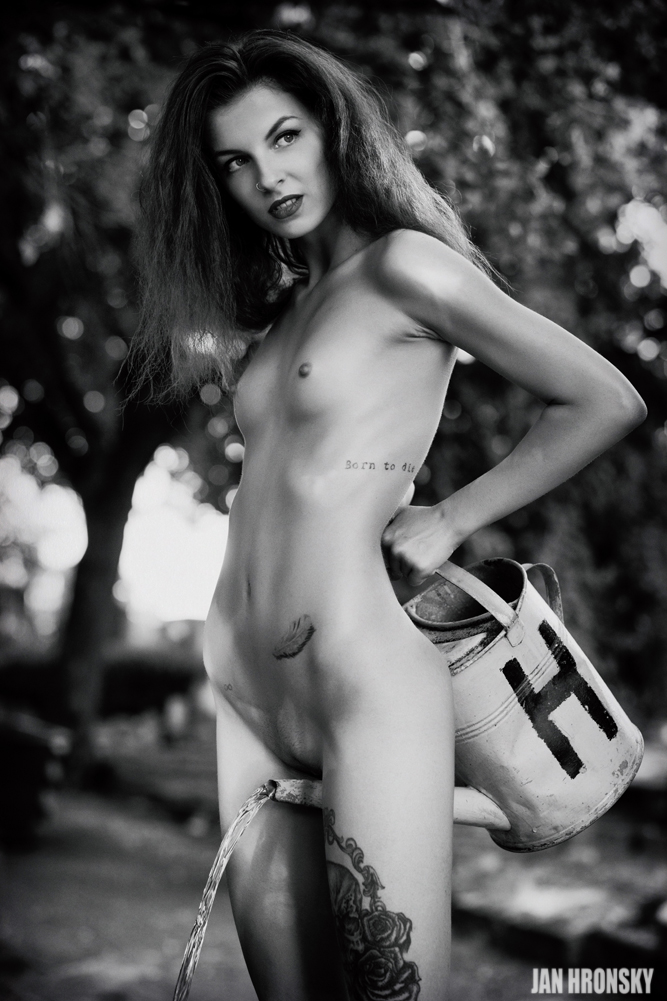
Pouring Down, 2019
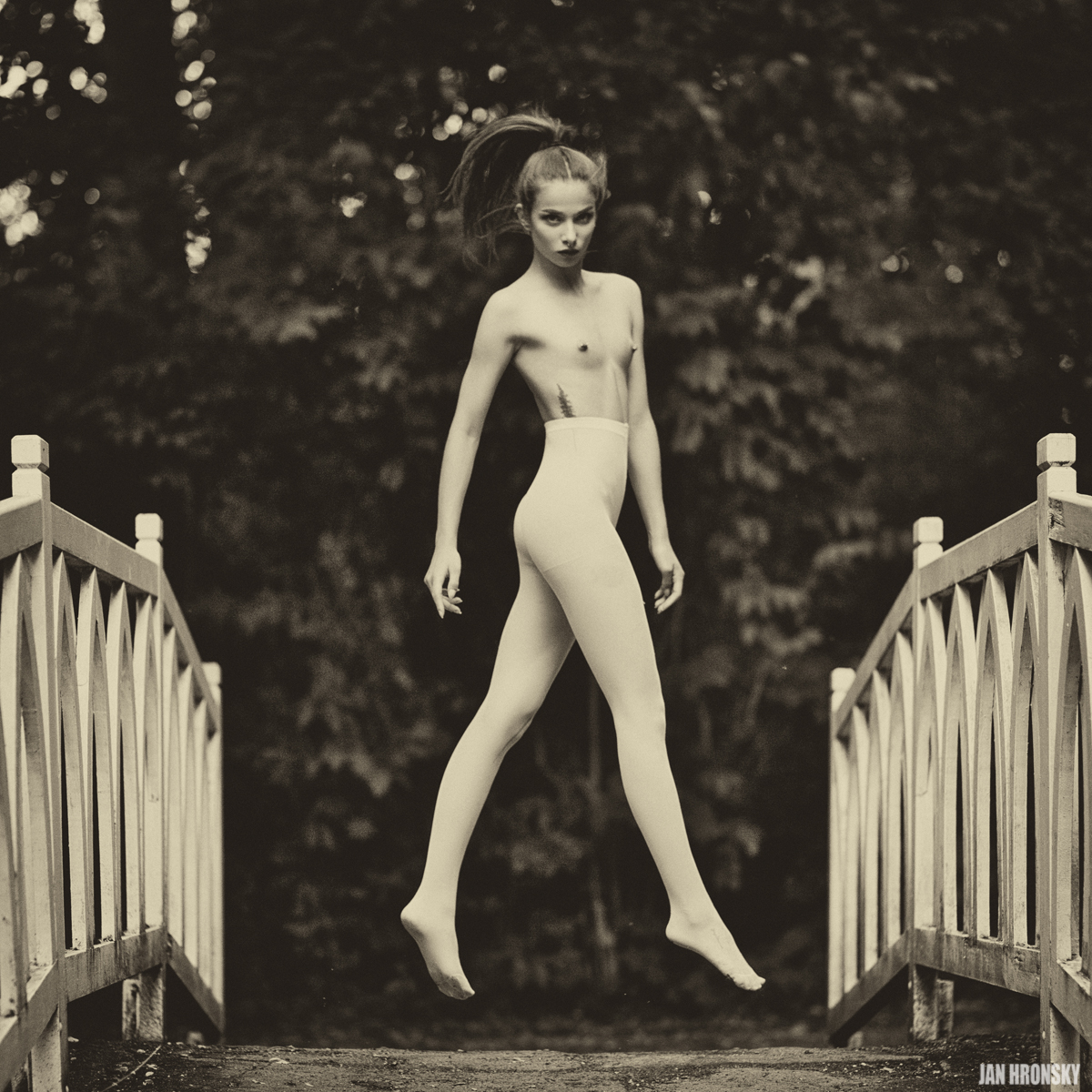
Levitant, 2020
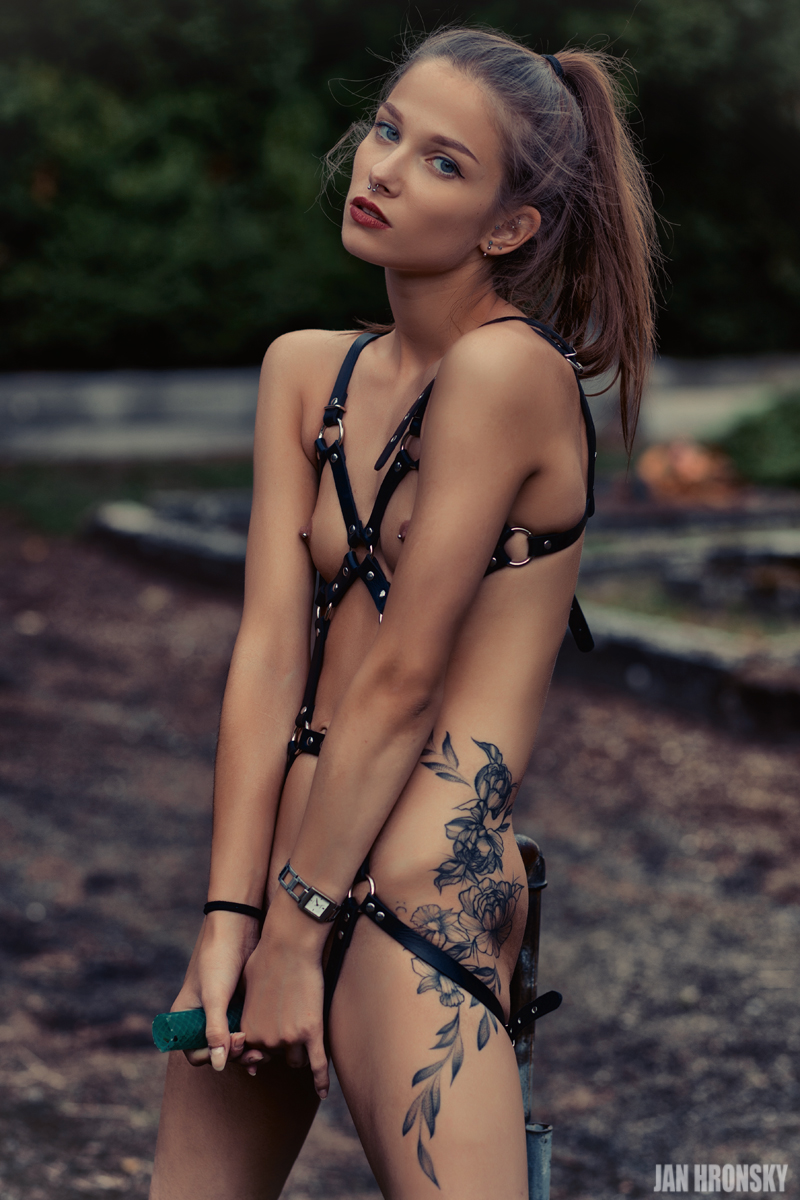
Feeble Flow, 2020
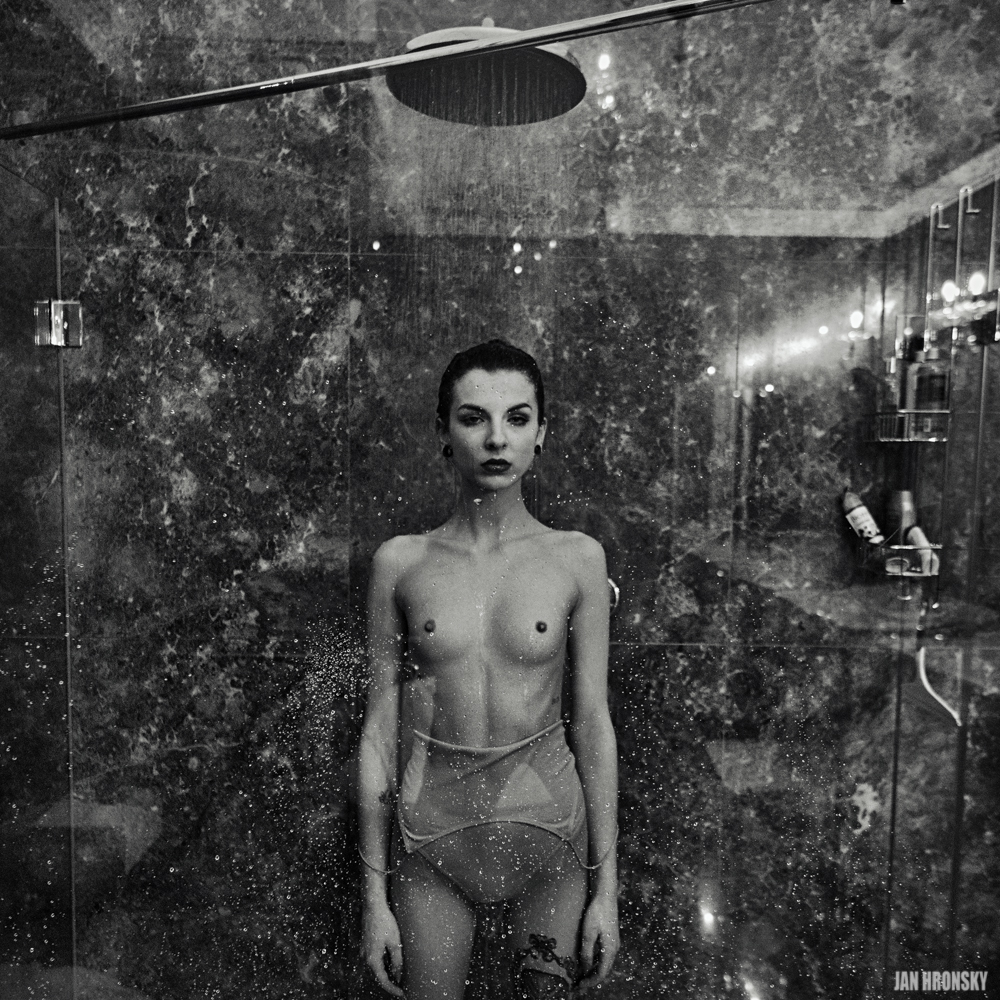
Shower Sadness, 2020